# Laurenz Schäfer

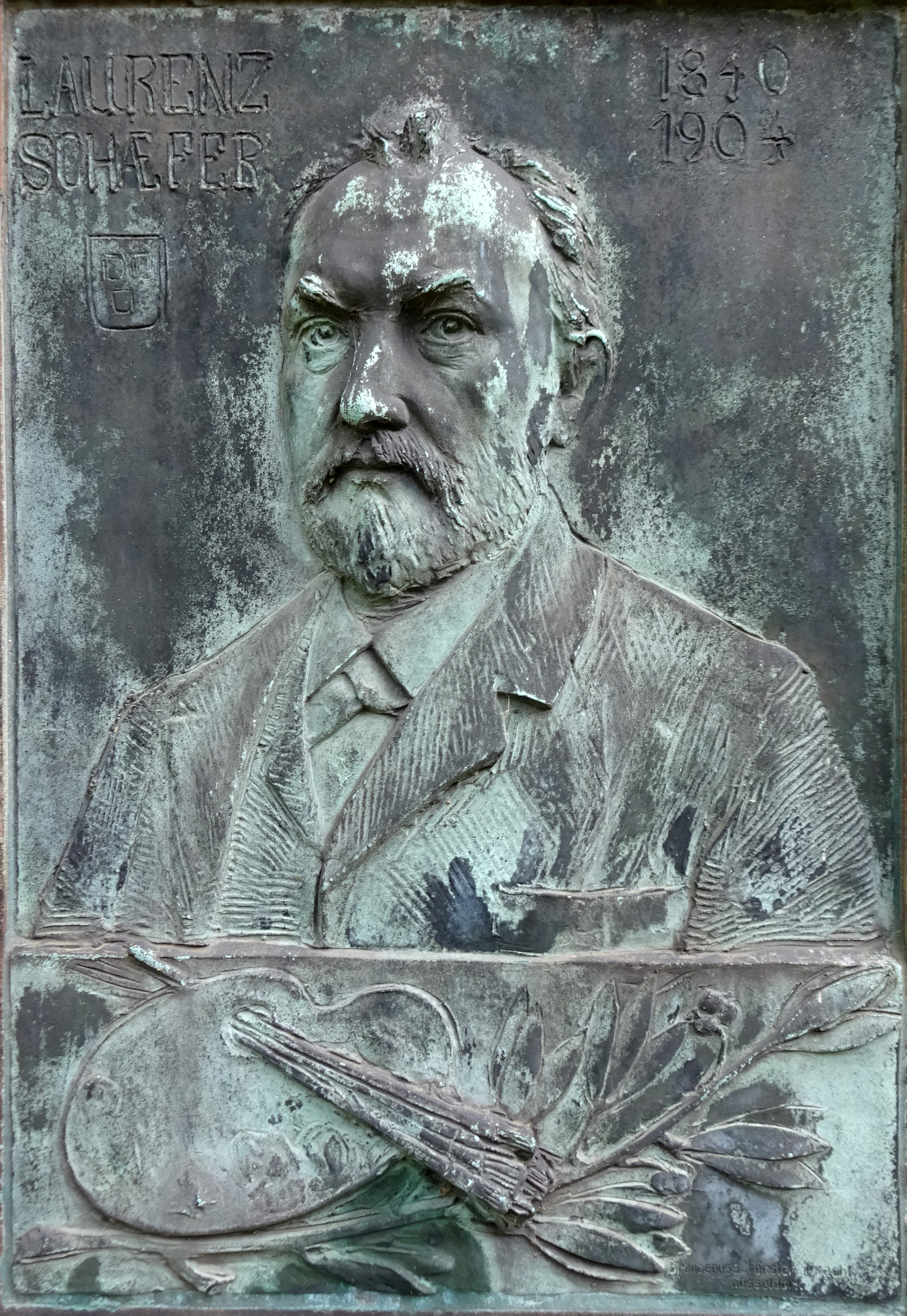
Laurenz Schäfer, Nordfriedhof Düsseldorf (2019)

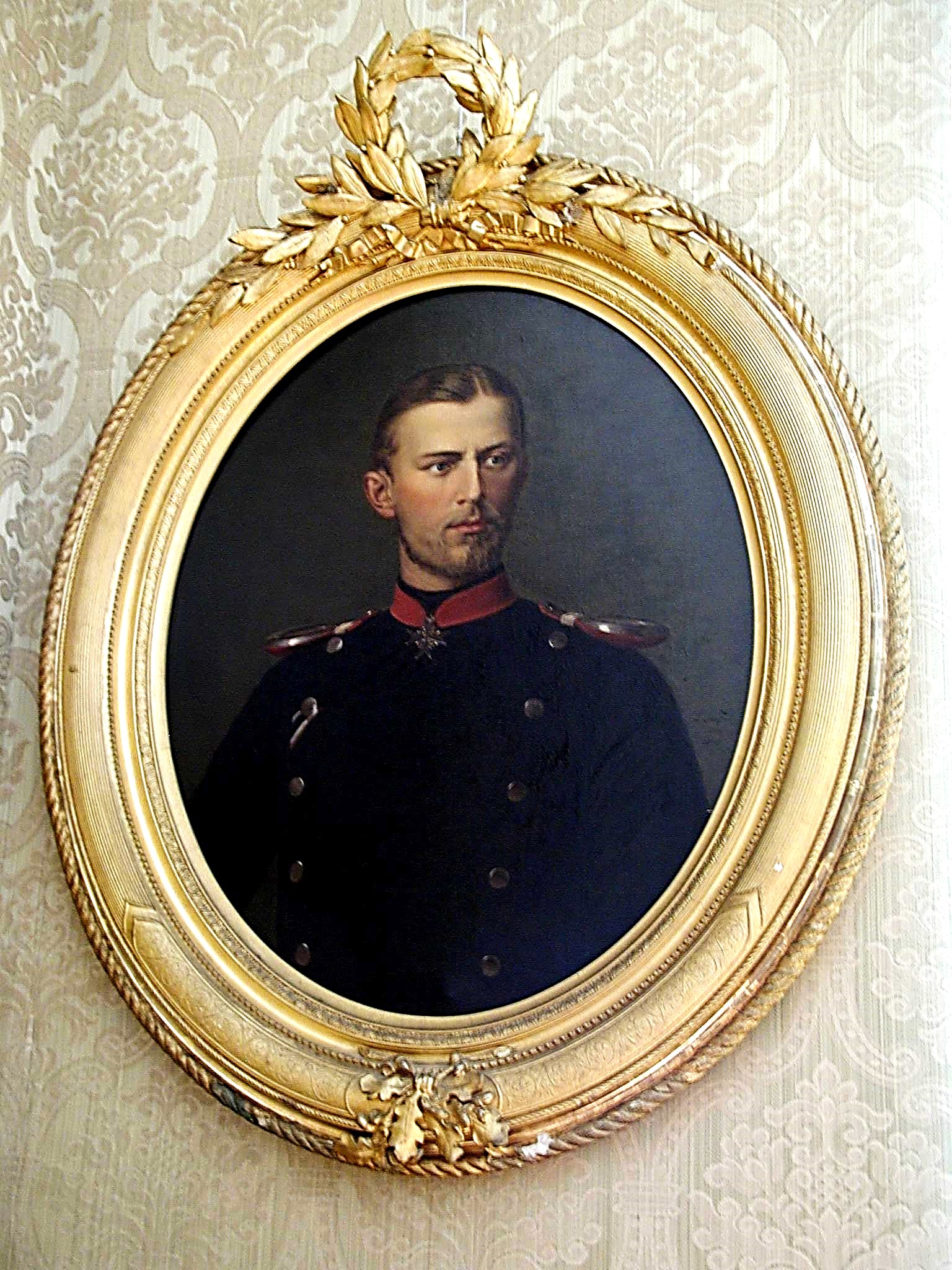
Prinz Anton von Hohenzollern-Sigmaringen (1841–1866), in der Schlacht bei Königgrätz verwundet und wenige Tage später verstorben

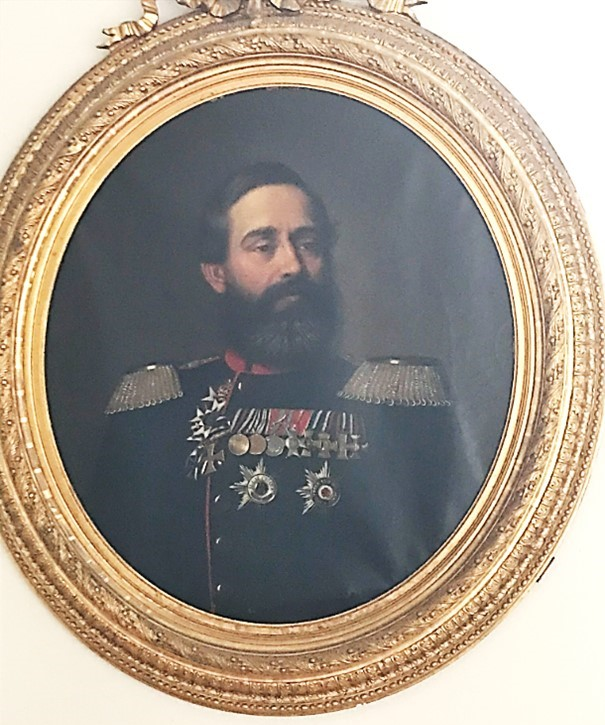
Fürst Adolf I. Georg zu Schaumburg-Lippe (1817–1893) in der Uniform des 7. Westfälischen Jäger-Bataillons

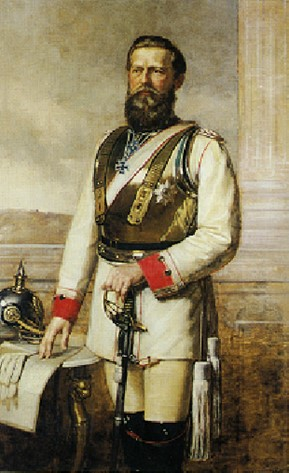
Kaiser Friedrich III. (1889), Bildnis ehemals im Ratssaal von Eupen/Belgien befindlich

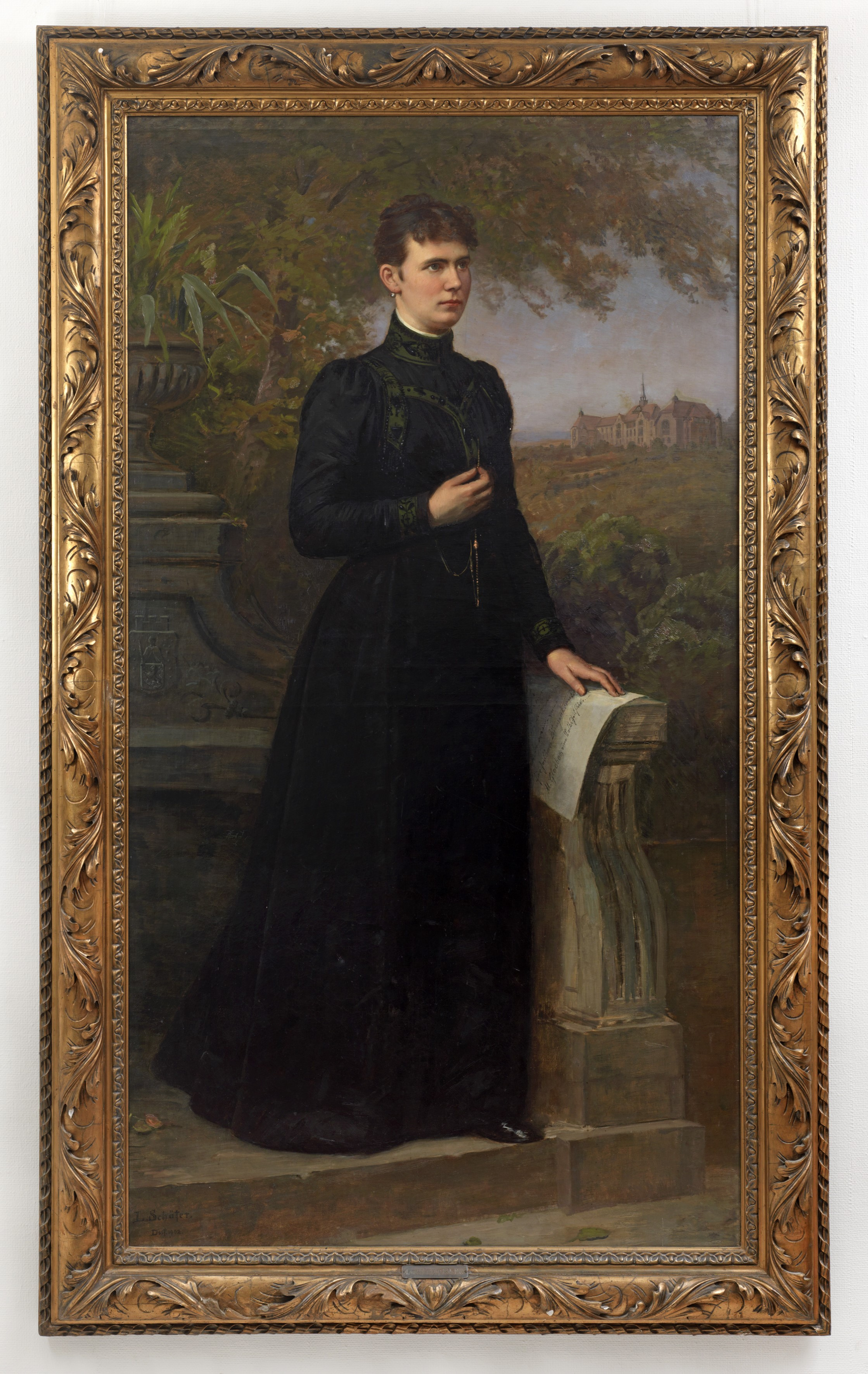
Louise Gueury (1854–1900), Stifterin der Lungenheilstätte in Mönchengladbach, Städt. Museum Schloss Rheydt, Mönchengladbach

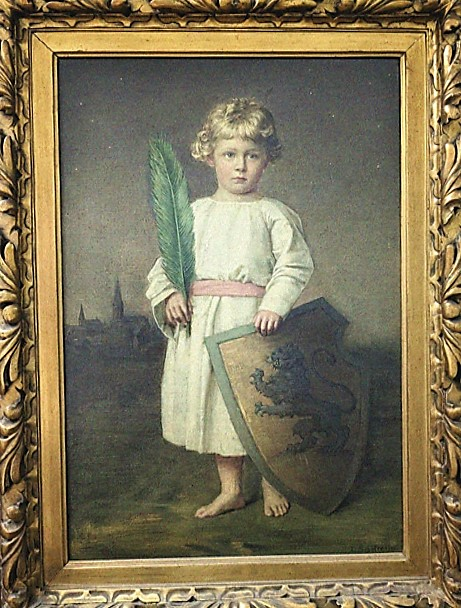
Hl. Vitus als Schutzpatron der Stadt Mönchengladbach (1903)

Laurenz Schäfer (* 5. Juli 1840 in Lüftelberg bei Meckenheim (Rheinland); † 14. Oktober 1904 in Düsseldorf) war ein Porträtmaler der Düsseldorfer Schule.

## Herkunft und Leben
Die Eltern von Laurenz Schäfer waren der aus Nöthen (heute Stadt Bad Münstereifel, Kreis Euskirchen) stammende Dachziegler Johann Schäfer und dessen Ehefrau Christina Schäfer, geborene Schmitz, aus Lüftelberg. Diese gaben ihrem Sohn den Vornamen „Lorenz“ – benannt nach seinem Urgroßvater mütterlicherseits Lorenz Schmitz, getauft am 4. Mai 1748, Ackerer in Lüftelberg. „Laurenz“ nannte er sich nach Abschluss seines Studiums an der Kunstakademie Düsseldorf in den späten 1860er Jahren. Laurenz hatte drei ältere Geschwister. Seine Mutter stammte aus einem größeren landwirtschaftlichen Betrieb.
Taufpate von Laurenz Schäfer war 1840 – wie in Lüftelberg angesichts des vorherrschenden Gewerbes nicht ungewöhnlich – der Dachziegelbäcker Bernhard Faßbender, der bereits 1838 bei der Trauung von Schäfers Eltern Trauzeuge war. Verwandtschaftliche Verhältnisse zwischen den Familien Schäfer und Faßbender sind nicht bekannt. Vermutlich war Bernhard Faßbender der Arbeitgeber von Laurenz Schäfers Vater, der mit der Übernahme dieser Patenschaft Verantwortung für die Familie seines Mitarbeiters übernahm – zur damaligen Zeit, insbesondere bei kinderreichen Familien, nicht ungewöhnlich. Auch die Inhaber der benachbart gelegenen Dachziegelei Bertram haben mehrmals Patenschaften für die Kinder ihrer Mitarbeiter übernommen. Im Falle Schäfer dürfte sich diese Patenschaft vor allem bei der Finanzierung der Studiengebühren für den Besuch der Düsseldorfer Kunstakademie ausgezahlt haben.
Familie Schäfer wohnte in Lüftelberg auf der heutigen Südstraße (zuvor Meckenheimer Straße, bei Schäfers Geburt Hinterdorfstraße, in Anlehnung an die Bezeichnung der dortigen Flur „Hinter dem Dorf“), in unmittelbarer Nähe der Dachziegeleien Bertram und Klais. Verheiratet war er seit dem 17. April 1875 (Köln) mit Barbara Schäfer, geb. Reuland, geboren am 5. Juli 1851 in Köln, verstorben am 13. Juli 1934 in Düsseldorf. Das Ehepaar hatte drei Söhne und drei Töchter.
Seine frühe Jugendzeit verbrachte Schäfer in Lüftelberg, wo er von 1850 bis 1855 von Lehrer Franz Michael Schüller unterrichtet wurde, der dafür bekannt war, dass er mit großem Einsatz die künstlerischen Talente seiner Schülerinnen und Schüler förderte. Angefreundet hat er sich mit den Kindern der Familie Klais, die ebenfalls über besondere künstlerische Talente verfügten, beispielsweise in der plastischen Gestaltung von Ton und in der Musik.
Aufgewachsen ist Laurenz Schäfer in seinen ersten 15 Lebensjahren im dörflichen Umfeld, zwischen landwirtschaftlichen Betrieben und den Betrieben der traditionellen Lüftelberger Tonverarbeitung. Ein prägender Einfluss auf die später von ihm gemalten Bilder ist hiervon aber offensichtlich nicht ausgegangen. Vielmehr waren seine frühe Hinwendung zur Porträtmalerei im Freundeskreis sowie das kreative familiäre Umfeld entscheidend für seine späteren Arbeiten.
Als Erwachsener fühlte er sich – wie auch einige andere später berühmt gewordene Lüftelberger (u. a. Anton Becker, Adolf Deuster, Johannes Klais) – mit seinem Heimatort eng verbunden, was in häufigen Besuchen seiner Familie und seiner Jugendfreunde zum Ausdruck kam. Bei einer solchen Gelegenheit erstellte er u. a. die Bleistiftzeichnung „Josef Klais 19 Jahre alt“ seines Jugendfreundes Peter Josef Klais (1840–1902).
Laurenz Schäfer wird der Düsseldorfer Malerschule zugerechnet, der zwischen 1819 und 1918 etwa 4000 Künstler angehörten. Der von der kunsthistorischen Forschung geprägte Begriff beschreibt das soziale und kreative Milieu und das Schaffen einer Gruppe von Malern, die an der Königlich-Preußischen Kunstakademie in Düsseldorf ausgebildet worden waren oder dort lehrten. Von ihr gingen bedeutende Impulse für die Entwicklung der deutschen und europäischen Malerei aus. Kunsthistoriker ordnen seine Bilder dem formalen Realismus zu, der sich mit der naturnahen, teilweise fotografisch genauen Wiedergabe der Wirklichkeit, von der vorausgehenden Romantik abhebt, der die meisten Werke der Düsseldorfer Schule zuzurechnen sind.
Schäfer gehörte von 1871 bis zu seinem Tod dem Künstlerverein Malkasten an und war Mitglied im Historischen Verein für den Niederrhein.
In Düsseldorf war Schäfer 1870 erstmals in einer Wohnung in der Marienstraße offiziell gemeldet. Später wohnte er in der Immermannstraße und in der Schadowstraße, bis er 1880 das eigene Haus Kurfürstenstraße 12 bezog, wo er bis zu seinem Tod lebte. Schäfers Witwe wohnte bis zu ihrem Tod in diesem Haus, gemeinsam mit beider Tochter Laura, einer Lehrerin.
Als Hauseigentümer fühlte sich Laurenz Schäfer offensichtlich in besonderer Weise den Vertretern seines Berufsstandes verpflichtet. Neben ihm und seiner Familie wohnten gegen Ende des 19. Jahrhunderts von insgesamt sechs Parteien noch drei weitere Maler im Haus Kurfürstenstraße 12: Hermann Huisken, Heinrich Heimes und Ernst Schnabel. Im Jahr 1901 wohnten sogar fünf Maler und Malerinnen in diesem Haus. Darüber hinaus befand sich hier die 1899 gegründete Malschule für Frauen und Mädchen von Stüber und Neumüller. Hanny Stüber (1870 – 1955) war Landschaftsmalerin, Kunstlehrerin und Frauenrechtlerin. Elsa Neumüller (1875 – 1934) war Bildnismalerin und Graphikerin. Beide Malerinnen sind der Düsseldorfer Malerschule zuzuordnen.
Möglicherweise war es kein Zufall, dass Laurenz Schäfer Heinrich Heimes in Düsseldorf in seinem Haus wohnen ließ. Parallelitäten auf ihrem bisherigen Lebensweg könnten dafür ausschlaggebend gewesen sein, dass zwischen beiden eine emotionale Bindung entstand, obwohl Heimes 15 Jahre jünger war als Schäfer. Beide sind in ländlicher Umgebung groß geworden und waren vom Leben in der Großstadt Düsseldorf zunächst zumindest irritiert. Beide hatten Verbindung zu ihren weiterhin auf dem Land lebenden und häufig besuchten Eltern und Großeltern. Beide verband darüber hinaus ein überragendes Interesse für die Malerei und beide besuchten letztendlich für mehrere Jahre die Düsseldorfer Kunstakademie, wenn auch mit unterschiedlichen Ausbildungsschwerpunkten und zu unterschiedlichen Zeiten. Angesichts dieser Parallelitäten, dürfte es Schäfer nicht schwergefallen sein, Heinrich Heimes in seinem Haus zwischen 1894 und 1901 eine Unterkunft zu gewähren. Dass die beiden Maler unterschiedliche Malstile bevorzugten, Realismus und Porträtmalerei bei Schäfer, Impressionismus und Landschaftsmalerei bzw. maritime Motive bei Heimes, wirkte sich offensichtlich nicht störend auf ihr Verhältnis zueinander aus.
Auch nach Schäfers Tod wohnten weiterhin stets einige Maler in diesem Haus.
1904 wurde Schäfer auf dem Nordfriedhof Düsseldorf (Feld 72) bestattet.

## Ausbildung und Werk

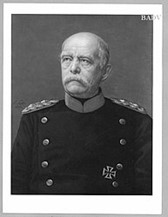
Porträt des Fürsten Otto von Bismarck (1899), Kunstbesitz der Bundesrepublik Deutschland im Deutschen Historischen Museum, Sonderauftrag Linz

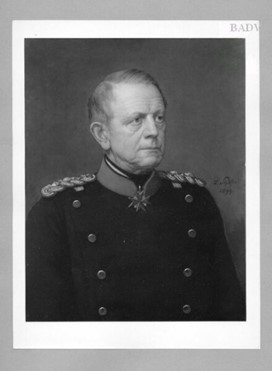
Porträt des Generalfeldmarschalls Helmuth von Moltke (1899), Kunstbesitz der Bundesrepublik Deutschland im Deutschen Historischen Museum, Sonderauftrag Linz

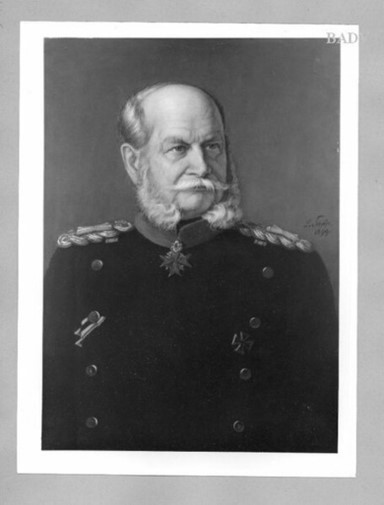
Porträt des Kaisers Wilhelm I. (1899), Kunstbesitz der Bundesrepublik Deutschland im Deutschen Historischen Museum, Sonderauftrag Linz

Schäfer studierte vom 1. Quartal 1856 bis 1867 an der Kunstakademie Düsseldorf. Als er sie im 26. Lebensjahr verließ, hatte er insgesamt 25 Klassen besucht. Seine Lehrer waren die Maler Christian Köhler, Karl Müller, Rudolf Wiegmann, Heinrich Mücke, Andreas Müller, Karl Ferdinand Sohn und Eduard Bendemann. Die von ihnen erhaltene Ausbildung war fachlich breit angelegt. Die Porträtmalerei stand dabei im Vordergrund. Seine Lehrer beurteilten ihn als überdurchschnittlich talentiert und besonders fleißig. Bei den Beurteilungskriterien „Talent“ und „Fleiß“ erhielt Laurenz Schäfer ab der zweiten Studienhälfte fast ausschließlich die Beurteilungen „sehr gut“.
Weitere in Lüftelberg beheimatete Schüler der Düsseldorfer Kunstakademie waren einige Jahre zuvor die Söhne Andreas (geb. um 1815) und Joseph (geb. um 1810) der Familie Grass. Da sich die Familien Grass und Schäfer kannten, kann als sicher angenommen werden, dass sich Familie Schäfer vor dem Studienbeginn ihres Sohnes von Familie Grass hat beraten lassen; schließlich war der Besuch der Kunstakademie nicht unentgeltlich.  Während die beiden Söhne der Familie Grass zwischen 1833 und 1838 für jeweils drei Jahre bauhandwerksnahe Klassen an der Düsseldorfer Kunstakademie bei dem Architekten Prof. Carl Schäffer besuchten, wandte sich Laurenz Schäfer der Malerei zu. Als einflussnehmend auf seinen beruflichen Werdegang können mithin neben seinem Volksschullehrer Michael Schüller auch seine Jugendfreunde aus den Nachbarfamilien Klais und Grass angesehen werden.
Schäfers bedeutendste Lehrer an der Kunstakademie waren die Bildnismaler Karl Ferdinand Sohn und Eduard Bendemann. Er porträtierte zunächst eine Reihe von Personen aus der Fürstenfamilie Hohenzollern-Sigmaringen, die von 1852 bis 1871 im Düsseldorfer Schloss Jägerhof residierte, unter anderem den Fürsten Karl Anton und dessen Sohn Anton, der später in der Schlacht bei Königgrätz fiel. Neben den Repräsentanten des Hauses Hohenzollern-Sigmaringen malte er auch den Großherzog Friedrich I. von Baden, sowie mehrere Mitglieder der Fürstenhauses Schaumburg-Lippe – einige von ihnen sogar mehrfach. In diesem Zusammenhang sind auch zwei weitere von Schäfers Aristokraten-Bildnissen zu erwähnen: Er malte Gottfried Maximilian Hubert Freiherr Maercken zu Geerath (1808–1886), 1856–1868 diensttuender Kammerherr des Fürsten Karl Anton von Hohenzollern, von 1869 bis 1873 Hofmarschall desselben, danach bis 1887 Schlosshauptmann von Düsseldorf, sowie Freiherr Emmerich Anton Raitz von Frentz, Schlosshauptmann von Benrath und von 1838 bis 1863 Landrat des Landkreises Düsseldorf. In Adelskreisen war Laurenz Schäfer offensichtlich ein hoch angesehener Maler. Einige dieser Bildnisse wurden auf der Gewerbe-Ausstellung für Rheinland, Westfalen und benachbarte Bezirke im Jahr 1880 öffentlich ausgestellt und sicherten Schäfer weitere Aufträge.
Darüber hinaus schuf er – teilweise nach fotografischen Vorlagen – Bürger- und Aristokratenbildnisse für die Ausgestaltung von öffentlichen Gebäuden, beispielsweise für den Rathaussaal in Eupen. Hierfür malte er, laut Signatur im Jahr 1889, in den Maßen 153 cm (Höhe) × 95 cm (Breite) die drei deutschen Kaiser Wilhelm I., Friedrich III. und Wilhelm II. Für das Rathaus in Eupen malte er darüber hinaus Porträts von Leonhard Gensterblum (1893), Tuchfabrikant sowie kommunaler Wohltäter und großzügiger Stifter, Peter Becker (1896), langjähriger und verdienter Oberbürgermeister der Stadt Eupen, sowie Arthur Gülcher (1826–1899), Erbauer von erschwinglichen Arbeiterwohnungen und Stifter zum Wohle der Stadt. Das Gensterblum-Porträt hebt sich durch den aufwändig gestalteten Bildhintergrund von den übrigen Porträts ab. Hier sind links und rechts im Hintergrund des Porträts die Ansicht der St. Josefskirche und des Eupener Rathauses dargestellt, womit Schäfer den starken Heimatbezug der porträtierten Person verdeutlichen wollte, der insbesondere in dessen umfangreicher Spendentätigkeit für die Kirche und das Gemeinwohl zum Ausdruck kam. Von zwei deutschen Kaisern sowie von Generalfeldmarschall Moltke und von Fürst Bismarck fertigte Laurenz Schäfer, laut Signatur im Jahr 1899, auch Porträts in den Maßen 32 cm (Höhe) × 24 cm (Breite) bzw. im Falle der beiden Kaiserbilder in der Maßen 29 cm (Höhe) × 21,5 cm (Breite) auf Holz. Hinsichtlich des Stils und der Maltechnik sind sich die vier Bilder Schäfers aus dem Sonderauftrag Linz sehr ähnlich. Beim genaueren Hinsehen wird allerdings ein merklicher Größenunterschied erkennbar: Die Porträts von Bismarck und Moltke sind höher und breiter als die beiden Kaiserbilder – gemessen an der Malfläche um nahezu ein Viertel. Ob der Künstler damit eine politische Aussage tätigen wollte, ist unbekannt. Überliefert ist eine politische Grundhaltung Schäfers nicht. Zumindest hinsichtlich der Motivwahl hat er jedenfalls keine Unterschiede gemacht zwischen der Aristokratie und anderen Gesellschaftsgruppen – möglicherweise aber auch deshalb nicht, weil ihm mangels anderer Einkommensarten als der Malerei keine andere Wahl blieb.
Neben bekannten Aristokraten und Politikern malte er auch zahlreiche verdiente Zeitgenossen wie u. a. den Kaufmann und langjährigen Präsidenten der Industrie- und Handelskammer Trier, Valentin Rautenstrauch (1832–1884), den Pfarrer Joseph Hubert Mooren (1797–1887), Gründer und erster Vorsitzender des Historischen Vereins für den Niederrhein, sowie zur Ausgestaltung des Rathaussaales in Mönchengladbach ein überlebensgroßes Bild von Louise Gueury (1854–1900), der Stifterin der Lungenheilstätte in Mönchengladbach. Weitere von Schäfer gemalte Persönlichkeiten außerhalb der Aristokratie waren Friedrich Vohwinkel (1840–1900), Holzgroßhändler, Geheimer Kommerzienrat und Mitbegründer der Düsseldorfer Rheinbahn und der Rheinisch-Westfälischen Elektrizitätswerk AG, sowie Karl Cleff (1820–1876), Exportkaufmann aus Wuppertal.
Neben prominenten Persönlichkeiten malte Laurenz Schäfer aber auch – möglicherweise in noch größerem Umfang im Laufe seiner fast 40-jährigen Berufstätigkeit als Porträtmaler – namentlich unbekannte Personen. Diesen Arbeiten gab er dann Titel wie „Bildnis eines Herrn mit Brille“ oder „Halbbildnis einer Dame“. Auch Kinder wurden von ihm porträtiert. Hier lauteten die Bildtitel z. B. „Betendes Mädchen“ oder „Porträt eines Jungen mit einem aus einer Kiste springenden Kaspar“. Laurenz Schäfer stammte nicht aus einer wohlhabenden Familie, und die Unterhaltung seiner eigenen achtköpfigen Familie sowie des eigenen Hauses in der Düsseldorfer Innenstadt ließen es vermutlich nicht zu, seine Kundschaft lediglich unter der Prominenz zu suchen.
Neben Auftragsarbeiten für seine häufig prominenten Kunden wurden seine Bilder auch auf zahlreichen Ausstellungen der allgemeinen Öffentlichkeit gezeigt, wie beispielsweise 1880 auf der Allgemeinen Deutschen Kunstausstellung in Düsseldorf, wo er mit drei Bildern, u. a. einem Porträt von Josef Hubert Mooren, vertreten war, sowie 1880/1881 auf der Weltausstellung in Melbourne, wo Schäfers Werke zweifach ausgezeichnet wurden.
Ein vollständiges Verzeichnis der Werke Laurenz Schäfers existiert offensichtlich nicht. In verschiedenen Fachbüchern zur Malerei des 19. Jahrhunderts sind stets nur Beispiele seines Schaffens genannt, z. B. im Biographischen Künstler-Lexikon von Hermann Alexander Müller und bei Friedrich von Boetticher, wo jeweils einige der bekanntesten Werke Schäfers aufgeführt sind. Bei einer ersten Internet-Recherche im Dezember 2024 konnten insgesamt 33 Bilder in Museen und Galerien mit Schäfers Signatur aus seiner auf Erwerb ausgerichteten Schaffenszeit zwischen 1864 und 1903 ermittelt werden. Die Gesamtzahl der von ihm gefertigten Werke dürfte sich angesichts seiner privaten Verhältnisse im dreistelligen Bereich bewegt haben. Bekannt ist aber, dass es sich bei seinem ersten (verkauften) Werk etwa im Jahr 1864 um die Darstellung eines Schutzengels gehandelt hat, die von der Fürstin von Hohenzollern-Sigmaringen erworben wurde. Sein vermutlich vorletztes Werk war im Jahr 1902 das Bildnis von Louise Gueury, das er zweifach anfertigte – eines für die Lungenheilanstalt in Mönchengladbach, ein weiteres für den Rathaussaal in Mönchengladbach.  Bemerkenswert in der Entstehungsgeschichte des Gueury-Gemäldes ist darüber hinaus, dass Laurenz Schäfer diesen Auftrag im Rahmen eines Wettbewerbs erhielt, obwohl er Louise Gueury nicht in sitzender Position abbildete, wie vom Auftraggeber vorgegeben, sondern stehend. Diese Form der Darstellung ließ dann auch Platz für eine gegenüber seinen Porträtbildern aufwändige Gestaltung des Bildhintergrundes. Dargestellt wird hier – um die enge Verbundenheit mit ihrer Heimat herauszustellen – das von Louise Gueury finanzierte Gebäude der Lungenheilanstalt (heute Hardterwald-Klinik). Bemerkenswert ist auch die zeitliche Abfolge: Im Jahr 1900 verstarb Louise Gueury, 1902 entstand das Großbildnis von ihr und erst 1904 wurde das im Gemälde abgebildete Klinikgebäude errichtet. Das Gemälde befand sich bis vor kurzem in der stadtgeschichtlichen Ausstellung in der Vorburg von Schloss Rheydt und konnte dort besichtigt werden. Das Gemälde ist wegen Renovierungsarbeiten bis voraussichtlich 2026 eingelagert.
Als weiteres, vermutlich letztes Werk von Laurenz Schäfer verfügt die Stadt Mönchengladbach als Dauerleihgabe des Museums Abteiberg über ein Bildnis Öl auf Leinwand in den Maßen 62 cm (Höhe) × 38,5 cm (Breite) des Heiligen Vitus, dem Schutzpatron der Stadt, gemalt im Jahr 1903. Dargestellt wird der Heilige Vitus als Knabe – in der rechten Hand die Märtyrerpalme haltend – vor einem Ausschnitt des Stadtpanoramas und stehend hinter einem Schild, welches den gekrönten Löwen des Herzogtums Jülich zeigt. Der Maler erinnert hiermit an die Verleihung der Stadtrechte durch Herzog Wilhelm II. von Jülich zwischen 1364 und 1366. Hier wird aber auch deutlich, dass Laurenz Schäfer nicht nur als Porträtmaler, sondern auch als Historienmaler gesehen werden wollte. Die Historienmalerei war ein wesentlicher Teil seiner Ausbildung an der Düsseldorfer Kunstakademie, hier namentlich bei Eduard Bendemann in den Jahren 1861 bis 1866.
So unterschiedlich groß wie die bemalten Flächen seiner Gemälde, so verschieden groß sind auch die von Laurenz Schäfer gewählten Ausschnitte seiner Bildnisse. Zahlenmäßig von größter Bedeutung sind seine Brustbildnisse. Unter den zwischen November 2024 und Februar 2025 ermittelten 45 Werken (s. Werkverzeichnis) befinden sich 14 Werke, die die porträtierte Person als Brustbildnis zeigen, wie z. B. die vier Bilder aus dem Sonderauftrag Linz sowie sechs der im ovalen Format gehaltenen Bildnisse von Angehörigen der Fürstenhäuser. Neun Gemälde zeigen die porträtierte Person als Halbfigurenbildnis, wie z. B. die Bildnisse verdienter kommunaler Persönlichkeiten im Rathaussaal von Eupen oder die in Kölner Museen befindlichen Gemälde von Josef Hubert Mooren und Valentin Rautenstrauch. Als Kniestück wurden die porträtierten Personen in sieben Fällen dargestellt, bei denen es sich um vier Darstellungen von Mitgliedern des Hauses Schaumburg-Lippe und die drei Kaiserbilder aus dem Eupener Rathaus handelt. Ganzfigurenbildnisse konnten nur in vier Fällen ermittelt werden, wie z. B. die beiden Bildnisse von Louise Gueury in Mönchengladbach. Ein Kopfbildnis befindet sich nicht unter den bisher ermittelten Gemälden.

Aus der Größe der Gemälde lässt sich aber nicht unbedingt auf den gewählten Ausschnitt des Bildnisses schließen. Bei „Drei Geschwister mit Hund“ handelt es sich zwar um Ganzfigurenbildnisse; das Gemälde ist allerdings nur 31,5 × 25,3 cm groß. Auf der anderen Seite „reicht“ es für die drei fast lebensgroßen Kaiserbildnisse aus Eupen „lediglich“ zu Kniestöcken aber nicht zum Ganzfigurenbildnis. Einige Porträts hat Schäfer auch in unterschiedlichen Bildnisausschnitten gefertigt. Von den Kaisern Wilhelm I. und Friedrich III. malte er beispielsweise jeweils sowohl ein Brustbild als auch einen Kniestock.

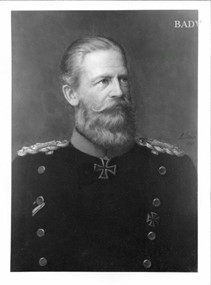
Porträt des Kaisers Friedrich III. (1899), Kunstbesitz der Bundesrepublik Deutschland im Deutschen Historischen Museum, Sonderauftrag Linz

Hinsichtlich der Maltechnik bzw. des verwendeten Materials bediente sich Laurenz Schäfer bei mehreren seiner Werke der Kombination von Öl und Holz, z. B. bei den Werken der Linzer Sammlung (auf Mahagoni-Holz) oder bei den Bildern „Betendes Mädchen“ und „Porträt eines Jungen mit einem aus einer Kiste springenden Kaspar“. Öl auf Leinwand verwendete er bei den Eupener Kaiserbildern und bei den beiden in Sigmaringen befindlichen Porträts von Mitgliedern der Fürstenfamilie, aber auch beispielsweise beim Bildnis von Valentin Rautenstrauch und beim „Bildnis eines Herrn mit Brille“. Öl auf Leinwand kam auch bei Schäfers vermutlich größtem Werk zum Einsatz, dem Bildnis von Louise Gueury mit den Maßen 226 cm (Höhe) × 136 cm (Breite), welches sich seit 2012 im Städtischen Museum Schloss Rheydt in Mönchengladbach befindet. Aus technischer Sicht zu den Ausnahmen zählt das bereits 1870 entstandene Bild „Drei Geschwister mit Hund“, wobei die Ölfarbe auf Pappe aufgetragen wurde. Aus seiner Studien- und frühen Schaffenszeit sind zudem einige Bleistiftzeichnungen bekannt.
Hinsichtlich der Signatur seiner Bilder folgte Laurenz Schäfer keiner erkennbaren Systematik. Sie ist sowohl inhaltlich als auch im Hinblick auf ihre Platzierung unterschiedlich ausgestaltet, wenn man davon absieht, dass die obere Bildhälfte stets von Signaturen freigehalten blieb. Es entsteht der Eindruck, dass Laurenz Schäfer vor allem aus pragmatischen Gründen seine Signatur dort platziert hat, wo das Motiv ausreichend Platz ließ, egal ob am linken oder rechten Bildrand, mal unten, mal mittig. Auch die mit der Signatur gelieferte Information folgt keiner durchgehenden Linie. Die kürzeste Signatur besteht aus den übereinander angeordneten Initialen seines Namens, so etwa beim Bildnis von Josef Hubert Mooren im entsprechenden Wikipedia-Beitrag. Die längste Signatur enthält neben dem ausgeschriebenen Familiennamen auch das Entstehungsjahr und zusätzlich den Entstehungsort, abgekürzt in der Form „Dssf.“ oder „Ddorf“ für Düsseldorf, beispielsweise beim Bildnis von Papst Leo XIII. („L. Schäfer, Dssf. 1892“), beim Bildnis von Louise Gueury („L. Schäfer, Dssf. 1902“) sowie bei den drei Eupener Kaiserbildern („L. Schäfer Ddorf 1889“).

## Verkauf und Verbleib der Werke
Im Hinblick auf den Verkauf seiner Arbeiten, die nicht bereits im Rahmen der Auftragserteilung verkauft worden waren, unterhielt Laurenz Schäfer Beziehungen zum Galeristen Eduard Schulte, der in der Düsseldorfer Alleestraße 42 einen Buch- und Kunsthandel betrieb. Auf Basis eines Vertrages zwischen dem Galeristen und dem „Verein Düsseldorfer Künstler zu gegenseitiger Unterstützung und Hülfe“ stellten die Künstler ihre fertigen Werke zunächst in Schultes Galerie aus, der als Gegenleistung für den Verein eine Geldleistung erbrachte. Den Künstlern der Düsseldorfer Malerschule – und damit auch Laurenz Schäfer – bot sich damit eine günstige Gelegenheit, im Rahmen einer permanenten Kunst-Ausstellung ihre Werke einer breiten Öffentlichkeit zu präsentieren, was eine Erwähnung in der Fachpresse garantierte und zur Festigung seiner Marktstellung in der Düsseldorfer Kunstszene des 19. Jahrhunderts beitrug. Bereits ab 1866, unmittelbar nachdem er zuletzt mit dem Besuch der Klassen von Eduard Bendemann und Andreas Müller sein Studium an der Kunstakademie abgeschlossen hatte, erschienen Schäfers Gemälde regelmäßig in Schultes permanenter Ausstellung.
Die Preise, die Laurenz Schäfer für seine Bilder zu Lebzeiten erzielte, sind heute kaum noch zu ermitteln. Gelegentlich tauchen heute Bilder von ihm in Galerien und bei Kunstauktionen auf. Die hier erzielten Verkaufspreise bzw. Auktionserlöse lassen zumindest punktuell den Wert von Schäfers Bildnissen erkennen. Im Jahr 2023 wurden z. B. für das „Betende Mädchen“ bei einer Auktion 260 € erzielt, was allerdings deutlich unter dem zuvor auf 500 € geschätzten Erlös lag. Das „Porträt eines Jungen mit einem aus einer Kiste springenden Kaspar“ wurde kürzlich (2024) auf einen Auktionspreis zwischen 380 und 800 € geschätzt. Die „Drei Geschwister mit Hund“ wechselten für 1.600 DM im Jahr 1983 den Besitzer. Für die drei großformatigen Kaiserbilder wurden 2003 laut Auktionskatalog Erlöse zwischen jeweils 3.500 und 5.000 € erwartet. Die Porträts aus dem Sonderauftrag Linz im Deutschen Historischen Museum in Berlin wurden 1999 mit einem Wert von jeweils 800 DM taxiert. Die hier genannten Preise sind aber jeweils nur Momentaufnahmen – seriöse Wertangaben für Schäfers Bildnisse sind auf dieser Basis nicht möglich.
Auch mehr als 120 Jahre nach Schäfers Tod genießen seine Werke noch ein hohes Ansehen – sowohl in öffentlichen Museen als auch im privaten Handel. Über den aktuellen Verkauf im Kunsthandel liegen zwar nur selten konkrete Zahlen vor; bekannt ist aber beispielsweise, dass in den vergangenen Jahren Schäfers Werke insgesamt neun Mal auf öffentlichen Auktionen angeboten wurden.
Allgemein erzielen Gemälde von Künstlern der Düsseldorfer Schule, zu der Schäfer gehört, Preise zwischen einigen hundert und mehreren tausend Euro. Einige Werke können jedoch, abhängig von Faktoren wie Größe, Bedeutung und Provenienz, höhere Summen erreichen. Es ist bekannt, dass viele Künstler der Düsseldorfer Malerschule ihre Einkünfte durch Malunterricht aufbesserten. Konkrete Hinweise darauf, dass Schäfer eine private Malschule betrieb oder in seinem Haus Unterricht erteilte, sind nicht dokumentiert. Naheliegend ist, dass Laurenz Schäfer in der in seinem Haus ansässigen privaten Malschule von Hanny Stüber und Elsa Neumüller Damen und Mädchen unterrichtete, denen aus gesellschaftlichen oder finanziellen Gründen der Zugang zur Kunstakademie verwehrt war.
Heute befinden sich Schäfers Werke teilweise in Museen, etwa das Bildnis von Josef Hubert Mooren im Wallraf-Richartz-Museum in Köln, das Porträt von Valentin Rautenstrauch im Kölnischen Stadtmuseum sowie zwei Werke im Städtischen Museum Schloss Rheydt in Mönchengladbach. Bei einer Umfrage im Januar 2025 unter den bekanntesten Museen Düsseldorfs, wo Laurenz Schäfer fast vier Jahrzehnte wirkte, konnten seine Werke lediglich im Stadtmuseum ermittelt werden. In dessen Sammlung befinden sich Bildnisse von Gottfried Maximilian Hubert Freiherr Maercken zu Geerath (1808–1886), von Freiherr Anton Raitz von Frentz (1803–1874), von Friedrich Vohwinkel (1840–1900) und von Karl Cleff (1820–1876). Hier befindet sich auch ein Bildnis des Philosophen Friedrich Heinrich Jacobi, das Walter Gewecke um 1930 nach einer Vorlage von Laurenz Schäfer malte. Vier Kunstwerke aus dem Sonderauftrag Linz (Linzer Sammlung) befinden sich derzeit im Deutschen Historischen Museum in Berlin: Fürst Bismarck (Linz-Nr. 0858), Generalfeldmarschall Moltke (Linz-Nr. 0859), Kaiser Wilhelm I. (Linz-Nr. 0860) und Kaiser Friedrich III. (Linz-Nr. 0861). Die drei um 1890 für das Eupener Rathaus gefertigten Kaiserbilder auf Leinwand wurden, nachdem sie Mitte des 20. Jahrhunderts – stark durch Kriegsschäden in Mitleidenschaft gezogen – wegen Renovierungsarbeiten im Eupener Rathaussaal abgehängt worden waren, später nicht mehr im Rathaus gezeigt. Sie wurden inzwischen doubliert und gelangten in den Besitz der Düsseldorfer Galerie Karbstein, wo sie im Katalog zur 86. Kunstauktion am 17. Mai 2003 auftauchten.
Viele seiner Arbeiten dürften sich in Besitz der Nachfahren der seinerzeit porträtierten Angehörigen von Fürstenhäusern befinden, wie etwa einige Bildnisse in der Fürstlich Hohenzollernschen Sammlung in Sigmaringen. Auf der Inventarliste von Schloss Bückeburg, dem Stammsitz des Hauses Schaumburg-Lippe, befinden sich heute insgesamt sieben Werke von Laurenz Schäfer. Neben drei Bildnissen von Fürst Adolf I. Georg zu Schaumburg-Lippe (1817–1893) auch zwei Bilder von dessen Sohn Fürst Georg zu Schaumburg Lippe (1846–1911) sowie jeweils ein Bild von dessen Bruder Prinz Peter Hermann zu Schaumburg-Lippe (1848–1918) und von Fürstin Hermine zu Schaumburg-Lippe, geborene Prinzessin zu Waldeck und Pyrmont (1827–1910). Damit befindet sich, soweit derzeit (Februar 2025) feststellbar, die umfangreichste Sammlung von Schäfers Werken in Schloss Bückeburg, dem Stammsitz des Fürstenhauses Schaumburg-Lippe. Der aktuelle Verbleib insbesondere der großformatigen Kaiserbilder aus dem Eupener Rathaus nach der Auktion im Jahr 2003 konnte bisher allerdings nicht ermittelt werden.
Aber bei Weitem nicht von allen Bildnissen Schäfers, die er zwecks Ehrung und/oder Anerkennung des Porträtierten für erworbene Verdienste gefertigt hat, ist der Verbleib bekannt.

## Würdigung
Schon vor seinem dreißigsten Lebensjahr fanden seine Werke breite Anerkennung. Die Presse sowohl an seinem Heimatort Lüftelberg als auch in seiner Wahlheimat Düsseldorf lobte „…die feine Farbe, Zeichnung und Technik“ und würdigte ihn als „talentvollen Künstler“, dem eine „schöne Zukunft“ verheißen wird. Am 5. Januar 1870 schrieb der „Düsseldorfer Anzeiger“ (am 5. Februar 1870 nachgedruckt im Rheinbacher Kreisblatt) über ein von Laurenz Schäfer gefertigtes Porträt: „Was bei diesem und allen Schäfer’schen Bildnissen am meisten fesselt, das ist der geistige Ausdruck, der lebendig durch Colorit und Zeichnung hervorstrahlt und uns unzweifelhaft erkennen läßt, daß sie alle sprechend ähnlich sind.“ In der zeitgenössischen Fachpresse wurden vor allem seine Porträts von Fürst Karl Anton von Hohenzollern und dessen Sohnes Prinz Anton als „vorzüglich“ gewürdigt. In der „Kunstchronik“ wurde Laurenz Schäfer zwischen 1869 und 1887 mehr als zehnmal erwähnt und seine Arbeiten meist hoch gelobt – insbesondere wegen der lebensnahen Darstellungen der porträtierten Personen. In lediglich zwei Rezensionen in den Jahren 1874 und 1875 wurde Kritik an seinem Malstil geäußert. Vor allem bei einigen seiner Porträts wurde mit dem Hinweis auf die „moderne aber unansehnliche Schwarzmalerei“ die fehlende Leuchtkraft bemängelt, was als „besonders bedenklich“ bezeichnet wurde.
Auch mehr als 100 Jahre nach Schäfers Tod lösen seine Arbeiten ein positives Echo aus und finden in der Fachwelt große Anerkennung. So wird in der Expertise der „Kunstverwaltung des Bundes“ (KVdB) für das Porträts Bismarcks werkübergreifend festgestellt: „Er war Schüler von Sohn & Bendemann an der Akademie in Düsseldorf & leistete Ausgezeichnetes im Bildnis. Hervorzuheben sind vor allem seine Bildnisse von Kaiser Wilhelm I. Kaiser Friedrich III. & Kaiser Wilhelm I., welche er für den Rathaus-Saal in Eupen gemalt hat.“ In Fußnote 4 der Provenienz-Analyse werden zudem die übrigen drei von Schäfer stammenden Porträts des „Sonderauftrages Linz“ erwähnt und in die Beurteilung einbezogen.

## Werkverzeichnis (unvollständig)
- Josef Klais 19 Jahre alt, ca. 1859, Bleistiftzeichnung, ca. 20 × 15 cm
- Schutzengel, 1864
- Karl Anton Fürst von Hohenzollern, 1868, oval, Brustbildnis, Öl auf Leinwand, 56 × 66 cm
- Anton Prinz von Hohenzollern, 1868, oval, Brustbildnis, Öl auf Leinwand, 62 × 76 cm
- Drei Geschwister mit Hund, 1870, Ganzfigurenbildnis, Öl auf Pappe, 31,5 × 25,3 cm
- Fürst Adolph I. Georg zu Schaumburg-Lippe, Uniform Westf. Jägerbataillon Nr. 7, Kniestück, Öl auf Leinwand, 126 x 95,5 cm
- Fürst Adolph I. Georg zu Schaumburg-Lippe, oval, Brustbildnis, Öl auf Leinwand, 73 x 65 cm
- Fürst Adolph I. Georg zu Schaumburg-Lippe, Uniform Westf. Jägerbataillon Nr. 7, oval, Brustbildnis, Öl auf Leinwand, 72 x 64 cm
- Erbprinz Georg zu Schaumburg-Lippe, Uniform Westf. Jägerbataillon Nr. 7, Kniestück, Öl auf Leinwand, 126 x 95,5 cm
- Fürst Georg zu Schaumburg-Lippe, Husarenuniform, Kniestück, Öl auf Leinwand, 132 x 95 cm
- Prinz Peter Hermann zu Schaumburg-Lippe, Uniform Westf. Jägerbataillon Nr. 7, Kniestück, Öl auf Leinwand, 126 x 95,5 cm
- Fürstin Hermine zu Schaumburg-Lippe, oval, Brustbildnis, Öl auf Leinwand, 73 x 65 cm
- Porträt eines Mannes, um 1880, Brustbildnis, Öl auf Papier/Holzplatte, 50 × 44 cm
- Betendes Mädchen 188(?), Halbfigurenbildnis, Öl auf Holz, 28 × 20 cm
- Bildnis eines Herrn mit Brille, 1882, Halbfigurenbildnis, Öl auf Leinwand, 87 × 65 cm
- Anton Prinz von Hohenzollern (Kopie durch L.S.), 1883–1884, oval, Brustbildnis, Öl auf Leinwand, 62 × 76 cm
- Italien. Obstverkäuferin, 1884
- Porträt eines Jungen mit einem aus einer Kiste springenden Kaspar, 1884, Halbfigurenbildnis, Öl auf Holz, 28 × 25,5 cm
- Bildnis eines Herrn, 1885, Brustbildnis, Öl auf Leinwand, 67 × 57 cm
- Halbbildnis einer Dame, 1886, Halbfigurenbildnis, Öl auf Leinwand, 67 × 57 cm
- Femme à une rose, 1886
- Pfarrer Dr. Josef Hubert Mooren, um 1887, Halbfigurenbildnis, Öl auf Leinwand, 69 × 58 cm
- Petite fille aux poupées (+ Petit garçon; pair), 1888, Öl auf Holz, 24,5 × 24,5 cm
- Kaiser Wilhelm I., 1889, Kniestück, Öl auf Leinwand (doubliert), 153 × 95 cm
- Kaiser Friedrich III., 1889, Kniestück, Öl auf Leinwand (doubliert), 153 × 95 cm
- Kaiser Wilhelm II., 1889, Kniestück, Öl auf Leinwand (doubliert), 153 × 95 cm
- Bildnis eines vornehmen Herrn, am Schreibtisch sitzend, 1891, Öl auf Holz, 35 × 26,5 cm
- Papst Leo XIII., 1892, Brustbildnis, Öl auf Leinwand
- Leonhard Gensterblum, 1893, Halbfigurenbildnis, Öl auf Leinwand
- Peter Becker, 1896, Halbfigurenbildnis, Öl auf Leinwand
- Valentin Rautenstrauch, 1899, Halbfigurenbildnis, Öl auf Leinwand
- Otto von Bismarck, 1899, Brustbildnis, Öl auf Holz, 32 × 24 cm
- Helmuth von Moltke, 1899, Brustbildnis, Öl auf Holz, 32 × 24 cm
- Kaiser Friedrich III., 1899, Brustbildnis, Öl auf Holz, 29 × 21,5 cm
- Kaiser Wilhelm I., 1899, Brustbildnis, Öl auf Holz, 29 × 21,5 cm
- Arthur Gülcher, um 1900, Halbfigurenbildnis, Öl auf Leinwand
- Louise Gueury, 1902, Ganzfigurenbildnis, Öl auf Leinwand, 226 × 136 cm
- Louise Gueury, 1902, Ganzfigurenbildnis, Öl auf Leinwand, 226 × 136 cm
- Heiliger Vitus als Schutzpatron der Stadt Mönchengladbach, 1903, Ganzfigurenbildnis, Öl auf Leinwand, 62 × 38,5 cm
- Bildnis des Philosophen Friedrich Heinrich Jacobi, Brustbildnis, Öl
- Großherzog Friedrich I. von Baden (verh. Großherzogin Luise, Mitglied des Hauses Hohenzollern)
- Gottfried Maximilian Hubert Freiherr Maercken zu Geerath
- Freiherr Emmerich Anton Raitz zu Frentz
- Friedrich Vohwinkel
- Karl Cleff

Quelle für diese Auflistung: 